# Chionophila tweedyi
Chionophila tweedyi är en grobladsväxtart som först beskrevs av William Marriott Canby och Rose, och fick sitt nu gällande namn av Henderson. Chionophila tweedyi ingår i släktet Chionophila och familjen grobladsväxter. Inga underarter finns listade i Catalogue of Life.